# Ján Figeľ
Ján Figeľ (Vranov nad Topľou, Eslovàquia 1960) és un polític eslovac que formà part de la Comissió Barroso I.

## Biografia
Va néixer el 20 de gener de 1960 a la ciutat de Vranov nad Topľou, població situada a la Regió de Prešov. Va estudiar electrònica de potència a la Universitat Tècnica de Košice, en la qual es va llicenciar el 1983. A partir d'aquell any fou científic de recerca i desenvolupament a la companyia ZPA de Prešov.

## Activitat política
Membre del Partit Cristianodemòcrata (KDH) des de l'any 1990, el 1992 fou escollit membre del Parlament d'Eslovàquia, esdevenint membre del Comitè d'Afers Exteriors i de la delegació eslovaca al Consell d'Europa el 1993.
L'any 1998 abandonà el Parlament per ser nomenat Secretari d'Estat del Ministeri d'Afers Exteriors, sent un dels principals impulsors de la integració d'Eslovàquia a la Unió Europea. Membre eslovac de la Convenció Europea que promové la Constitució Europea, retornà al Parlament el 2002 per presidí el Comitè d'Afers Exteriors, càrrec que abandonà el 2004.
Amb l'ampliació de la Comissió Prodi als nous membres integrats a la Unió Europea (UE) l'1 de maig de 2004, Ján Figel' fou nomenat Comissari Europeu d'Empresa i Societat de la Informació, càrrecs que compartí amb els finlandesos Erkki Liikanen i Olli Rehn. En la formació de la Comissió Barroso el novembre de 2004 fou nomenat Comissari Europeu d'Educació, Formació, Cultura i Multilingüisme. Amb l'accés de Bulgària i Romania a la Unió Europea l'1 de gener de 2007 la responsabilitat de multilingüisme fou transferida al Comissari Europeu de Multilingüisme Leonard Orban.